# HNK Vukovar 1991
Hrvatski nogometni klub 1991 hrvatski je nogometni klub iz grada Vukovara.
U sezoni 2025./26. natječe se u Hrvatskoj nogometnoj ligi.

## Povijest
Zbog dugovanja u koja je upao HNK Vukovar '91, klub je odustao od natjecanja tijekom sezone 2011./12. U veljači 2012. godine skupština HNK Vukovar '91 donosi odluku da se ovaj klub ugasi. U istom trenutku, osnovan je novi klub, HNK Vukovar 1991. Klub je natjecanje započeo u 4. rangu natjecanja Međužupanijskoj nogometnoj ligi Osijek – Vinkovci. Nakon prve sezone i osvojenog 2. mjesta, klub je izborio promociju u viši rang, te se od tada natječe u 3. HNL – Istok. U sezoni 2015./16. osvaja Kup NS Vukovar i Kup Vukovarsko-srijemske županije čime se klub kvalificirao za Hrvatski nogometni kup u sezoni 2016./17. iz kojeg je ispao u 1/16 finala.

### Plasmani kluba kroz povijest
| Sezona    | Liga                                  | Rang | Plasman    |
| --------- | ------------------------------------- | ---- | ---------- |
| 2012./13. | Međužupanijska liga Osijek – Vinkovci | 4.   | 2. mjesto  |
| 2013./14. | 3. HNL – Istok                        | 3.   | 8. mjesto  |
| 2014./15. | 3. HNL – Istok                        | 3.   | 10. mjesto |
| 2015./16. | 3. HNL – Istok                        | 3.   | 9. mjesto  |
| 2016./17. | 3. HNL – Istok                        | 3.   | 12. mjesto |
| 2017./18. | 3. HNL – Istok                        | 3.   | 12. mjesto |
| 2018./19. | 3. HNL – Istok                        | 3.   | 14. mjesto |
| 2019./20. | 3. HNL – Istok                        | 3.   | 15. mjesto |
| 2020./21. | 3. HNL – Istok                        | 3.   | 2. mjesto  |
| 2021./22. | 3. HNL – Istok                        | 3.   | 1. mjesto  |
| 2022./23. | 1. NL                                 | 2.   | 2. mjesto  |
| 2023./24. | 1. NL                                 | 2.   | 3. mjesto  |
| 2024./25. | 1. NL                                 | 2.   | 1. mjesto  |
| 2025./26. | HNL                                   | 1.   |            |

### Hrvatski nogometni kup
| Sezona    | Plasman     |
| --------- | ----------- |
| 2016./17. | 1/16 finala |
| 2017./18. | 1/16 finala |
| 2018./19. | 1/16 finala |
| 2023./24. | 1/8 finala  |

## Vanjske poveznice
- Službene stranice kluba
- Facebook stranica kluba
- Profil, HNS Semafor